# Fly Linhas Aéreas

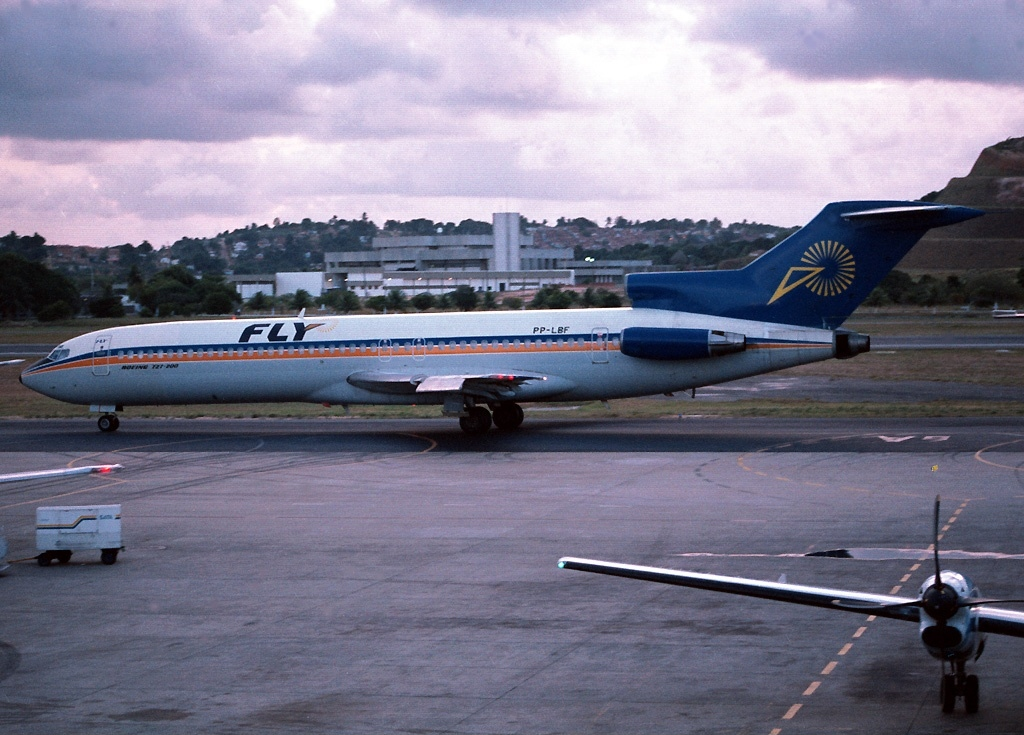
Fly Linhas Aéreas Boeing 727-200, Recife, 1998

Fly Linhas Aéreas (code AITA 4H ; code OACI FLB - Nom radio AEREAFLY) est une compagnie aérienne brésilienne.
Elle opère uniquement des Boeing 727 ADV (advanced).